# Dendy Sugono
Dendy Sugono (ur. 1949 w Banyuwangi) – indonezyjski językoznawca.

## Życiorys
W 1974 roku ukończył studia licencjackie z języka i literatury indonezyjskiej na uczelni Institut Keguruan dan Ilmu Pendidikan Malang. Doktoryzował się w 1991 roku na Uniwersytecie Indonezyjskim, gdzie przedstawił rozprawę pt. Pelesapan Subjek dalam Bahasa Indonesia. W 1976 roku został zatrudniony w narodowej radzie językowej – Pusat Pembinaan dan Pengembangan Bahasa. W 2001 roku został przewodniczącym gremium.
Autor bądź współautor słowników oraz materiałów dydaktycznych do nauki języka indonezyjskiego. Redaktor czwartej edycji Kamus Besar Bahasa Indonesia.

## Wybrana twórczość
- Verba transitif dialek Osing: analisis tagmemik (1985)
- Petunjuk penulisan karya ilmiah (współautorstwo, 1988)
- Pelesapan Subjek dalam Bahasa Indonesia (1991)
- Ketansubjekan dalam bahasa jurnalistik (1991)
- Mahir Berbahasa Indonesia dengan Benar (2009)